# İçmeler, Gölyaka
İçmeler là một xã thuộc huyện Gölyaka, tỉnh Düzce, Thổ Nhĩ Kỳ. Dân số thời điểm năm 2010 là 834 người.